# Emanuel Christian Hedmondt

Emanuel Christian Hedmondt

Emanuel Christian Haeusgen-Hedmondt (* 24. Oktober 1857 in Portland; † 25. April 1940 in London) war ein US-amerikanischer Sänger und Gesangslehrer. Er galt zu seiner Zeit vor allem im englischen Sprachraum als führender Wagner-Tenor. Dort ist er vorwiegend unter seinem Künstlernamen Charles Hedmont bekannt.

## Leben
Sein Gesangsstudium begann er in Montreal, wechselte später jedoch an das Königliche Konservatorium in Leipzig, an dem er sich zum Sänger der Stimmlage Tenor ausbilden ließ. Er debütierte in Berlin und gehörte von 1882 bis 1889 dem Ensemble der Leipziger Oper an, wo er noch bis 1907 in Gastrollen präsent war. Hier sang er als lyrischer Tenor unter anderem sehr erfolgreich die wichtigsten Mozart-Partien. Am 20. Januar 1888 wirkte er in der Rolle des Don Gaston de Viratos bei der Uraufführung von Karl Maria von Webers Die drei Pintos in der Bearbeitung und unter dem Dirigat von Gustav Mahler mit.
1888 sang er in Bayreuth den David in Die Meistersinger von Nürnberg. 1890 trat er als Lohengrin in der Academy of Music in New York City auf. Als Mitglied der Opernkompagnie von Emma Juch gastierte er in Kanada. In den Jahren von 1891 bis 1909 absolvierte er als erster Tenor der Carl Rosa Opera Company große Gastspieltourneen in Großbritannien.

Die Sopranistin Marie Hedmondt, seine Ehefrau

Seit 1892 lebte Hedmondt in England, wo er ab 1895 am Royal Opera House an Erstaufführungen von Wagner-Opern in englischer Sprache mitwirkte und sich dadurch als führender Wagner-Tenor im englischen Sprachraum etablierte. Zudem war er in England und Nordamerika als Konzertsänger erfolgreich. 1914 führte ihn eine große Tournee durch Südafrika, Australien und Kanada.
Nach Beendigung seiner Karriere war er als Gesangslehrer in Edinburgh tätig. Zuletzt lebte er in London. Die Urne mit seiner Asche befindet sich im Golders Green Crematorium.
Emanuel Christian Hedmondt war mit der Sopranistin und Gesangspädagogin Marie Hedmondt, geb. Kacerovsky (1859–1941), verheiratet. Aus dieser Ehe hinterließ er zwei Töchter:
- Erna Haeusgen-Hedmondt (* 11. September 1886 in Leipzig)
- Ilva Marie Haeusgen-Hedmondt (* 24. August 1887 in Leipzig; † 1971, in Zürich als verehelichte von Liliencron)